# Joc de peces de muntatge
Un joc de peces de muntatge (també conegut amb el nom anglès de knock-down kit) és un conjunt de peces necessàries per muntar un producte. Les peces normalment es fabriquen en un país o regió i, després, s'exporten a un altre país o regió per al muntatge final.
Una forma habitual de muntatge és el joc de peces totalment desmuntat (també conegut amb el nom anglès de complete knock-down o CKD), que és un conjunt de peces completament desmuntat d'un producte. També és un mètode de subministrament de peces a un mercat, especialment en l'enviament a països estrangers. El joc de peces totalment desmuntat és una pràctica habitual a les indústries de l'automoció, autobusos, camions pesats i vehicles ferroviaris, així com en electrònica, mobles i altres productes.